# Martin Nodell
Martin Nodell (né le 15 novembre 1915 à Philadelphie en Pennsylvanie et mort le 9 décembre 2006 à Muskego dans le Wisconsin) est un dessinateur américain de bandes dessinées. Il est le créateur de la série Green Lantern.

## Biographie
Martin Nodell naît le 15 novembre 1915 à Philadelphie en Pennsylvanie au sein d'une famille juive. Sa mère est d'origine ukrainienne.
Après des études d'art au Chicago Academy of Art puis à l'École de l'Institut d'art de Chicago, il déménage à New York. Il suit alors des cours au Pratt Institute.
Après ses études, il travaille à partir de 1938 pour plusieurs maisons d'éditions de comics. Il est ensuite engagé par DC Comics où en 1940 il crée le personnage de Green Lantern avec le scénariste Bill Finger.
Il dessine les aventures de ce super-héros dans de nombreux comics jusqu'en 1947. À cette date, il quitte DC pour Timely Comics. Là, il dessine les aventures de Captain America, Namor et Human Torch.
En 1950, il décide d'abandonner le monde des comics pour travailler dans la publicité. Il travaillera dans ce domaine jusqu'en 1976 quand il prend sa retraite.
Il meurt le 9 décembre 2006 à Muskego dans le Wisconsin.

## Œuvres
- All-American Comics
- Green Lantern
- All-Flash
- Marvel Tales
- Weird Tales

### Créations
- Green Lantern (cocréateur : Bill Finger)
- Irene Miller (cocréateur : Bill Finger)
- Yalan Gur
- The Gambler (Steven Sharpe III) (cocréateur : Henry Kuttner)
- Vandal Savage (cocréateur : Alfred Bester)

## Prix et récompenses
- 1986 : prix Inkpot
- 2011 : Temple de la renommée Will Eisner (à titre posthume)